# امیره علی
امیره علی (انگلیسی: Amirah Ali؛ زادهٔ ۷ دسامبر ۱۹۹۸) بازیکن فوتبال اهل ایالات متحده آمریکا است که در حال حاضر برای باشگاه فوتبال زنان والنسیا بازی می‌کند.

## اوایل زندگی
امیره علی در وورهیز تاونشیپ متولد شد و در وینسلو تاونشیپ، نیوجرسی بزرگ شد. او فوتبال جوانان را برای تیم مسافرتی وینسلو تایگرز، که یک تیم مستقر در نیوجرسی بود و توسط ریچ کینگ (پدر بازیکن لیگ ان‌دبلیواس‌ال تزیارا کینگ) هدایت می‌شد، بازی کرد. در سال‌های بعدی جوانی، او به آکادمی توسعه بازیکنان (PDA) در لیگ ملی نخبگان پیوست قبل از اینکه به دانشگاه راتگرز برود.
علی فوتبال دبیرستانی را برای دبیرستان منطقه‌ای ایسترن در زادگاهش وورهیز تاونشیپ، نیوجرسی بازی کرد، جایی که به عنوان بازیکن سال فوتبال دختران دبیرستانی توسط انجمن ملی مربیان فوتبال ایالات متحده آمریکا، کوریر-پست و مربیان متحد فوتبال انتخاب شد. او دوران دبیرستان خود را با ۹۹ گل و ۵۱ پاس گل به پایان رساند.

## دوران دانشگاهی
علی از ۲۰۱۷ تا ۲۰۲۱ برای راتگرز اسکارلت نایتس بازی کرد و عمدتاً به عنوان مهاجم یا هافبک هجومی به میدان رفت. اسکارلت نایتس در سال ۲۰۲۱ با حضور علی در ترکیب، اولین قهرمانی تاریخ خود در کنفرانس بیگ تن را به دست آورد و او در سال‌های ۲۰۱۹، ۲۰۲۰ و ۲۰۲۱ در فهرست کوتاه جایزه مک هرمان تروفی قرار گرفت.
در سال ۲۰۲۱، علی از سال اضافی واجد شرایط بودن دانشگاهی خود استفاده کرد و راتگرز را به مسابقات قهرمانی فوتبال دی‌ویژن ۱ ان‌سی‌ای‌ای زنان ۲۰۲۱، اولین حضور این تیم از مسابقات قهرمانی فوتبال دی‌ویژن ۱ ان‌سی‌ای‌ای زنان ۲۰۱۵ رساند. اسکارلت نایتس به عنوان نیمه‌نهایی‌ها به کار خود پایان داد.
علی دوران حضور خود در راتگرز را با ۴۴ گل (۱۷ گل پیروزی‌بخش بازی) و ۱۹ پاس گل به پایان رساند. او ۹ گل طلایی در کارنامه خود دارد (یک رکورد در راتگرز) و در ۱۰۳ بازی (۱۰۲ بازی به عنوان بازیکن اصلی) مجموعاً ۶۳۰۹ دقیقه بازی کرد. علی تنها بازیکن با سابقه چهار بار حضور در آل-آمریکن در تاریخ این برنامه بود. او در سال‌های ۲۰۱۹، ۲۰۲۰ و ۲۰۲۱ کاپیتان تیم بود.

## دوران باشگاهی
پورتلند تورنز اف‌سی در درفت ان‌دبلیواس‌ال ۲۰۲۱ با انتخاب ۲۲ام کلی، علی را انتخاب کرد، علیرغم تصمیم او برای اعلام نکردن حضور در درفت پورتلند تورنز تصمیم خود را علنی کرد. مارک پارسونز، مربی پورتلند تورنز، پیشنهاد داد که علی قادر به بازی فوری برای یک باشگاه ان‌دبلیواس‌ال است. با این حال، او به راتگرز بازگشت تا دوران دانشگاهی خود را تکمیل کند.

### سن دیگو ویو اف‌سی
پورتلند در ۱۶ دسامبر ۲۰۲۱ حقوق بازیکن ان‌دبلیواس‌ال علی و مدافع کریستن وستفال را در ازای ۵۰٬۰۰۰ دلار پول تخصیصی به سن دیگو ویو واگذار کرد. علی اولین گل حرفه‌ای خود را در ۲ آوریل ۲۰۲۲ در جام چلنج ان‌دبلیواس‌ال ۲۰۲۲ مقابل انجل سیتی اف‌سی به ثمر رساند.

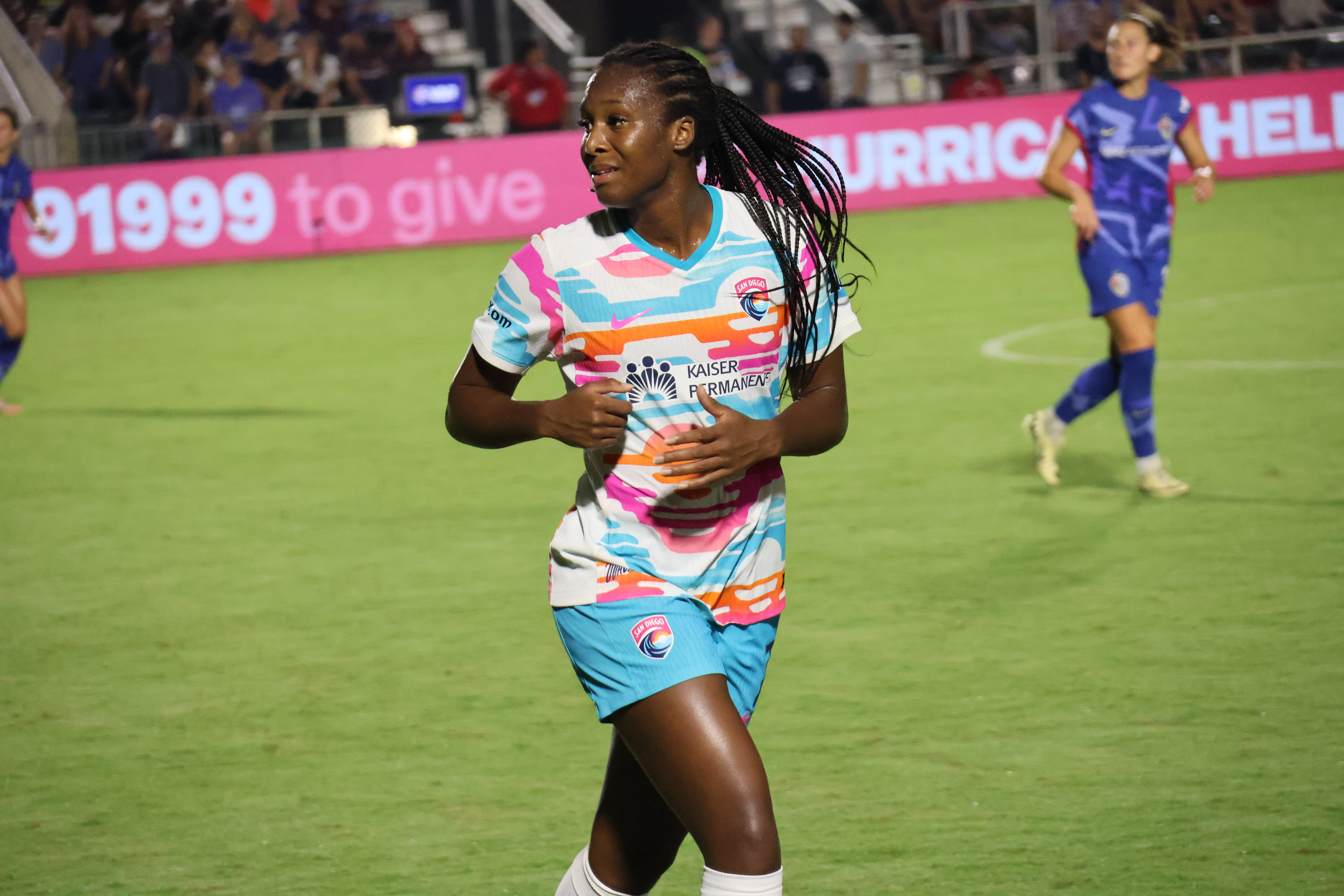
علی با ویو در ۲۰۲۴

پیش از سال ۲۰۲۴، علی برای یک فصل دیگر با ویو قرارداد امضا کرد. در طول جام تابستانی ان‌دبلیواس‌ال در برابر لیگا ام‌ایکس زنان، علی در ضربات پنالتی بین ویو و انجل سیتی اف‌سی شرکت کرد. او تنها بازیکن در هر دو تیم بود که ضربه او توسط دروازه‌بان مهار شد و باعث شد انجل سیتی در ضربات پنالتی برنده شود و به مرحله حذفی مسابقات راه یابد. در ۱۴ سپتامبر ۲۰۲۴، علی اولین گل بازی را در دقیقه ۲۷ در پیروزی ۲–۱ مقابل یوتا رویالز به ثمر رساند. این گل که اولین گل فصل علی بود، سریع‌ترین گل تاریخ باشگاه ویو شد.
در پایان فصل ۲۰۲۴، قرارداد علی با ویو به پایان رسید. این باشگاه بعداً اعلام کرد که علی به سن دیگو بازنخواهد گشت و در عوض به عنوان بازیکن آزاد به دنبال فرصت‌های جدید خواهد بود. علی در دوران حضورش در ویو در ۴۸ بازی لیگی به میدان رفت و ۵ گل به ثمر رساند.

### والنسیا سی‌اف
در ۱۳ ژانویه ۲۰۲۵، علی با باشگاه لیگا اف والنسیا سی‌اف قراردادی دو ساله تا سال ۲۰۲۶ امضا کرد.

## دوران ملی
علی برای تیم ملی فوتبال زیر ۱۹ سال زنان ایالات متحده آمریکا بازی کرد و به اردوهای زیر ۱۴ سال، زیر ۱۸ سال و زیر ۱۹ سال دعوت شد.